# ستويان يوردانوف
ستويان يوردانوف (بالبلغارية: Стоян Йорданов)‏ مواليد 29 يناير 1944 في صوفيا، هو لاعب كرة قدم بلغاري دولي سابق كان يلعب في مركز حراسة المرمى. سبق له أن لعب في كأس العالم لكرة القدم مع منتخب بلاده في مونديال عام 1970م. فاز بميدالية أوليمبية في مسابقة كرة القدم في دورة الألعاب الأولمبية 1968م. لعب خلال مسيرته 289 مباراة سجل خلالها 0 أهداف.

## المسيرة الاحترافية

### أندية لعب لها
- سسكا صوفيا
- او في سي سليفن 2000
- نادي تشيرنو مور فارنا

## روابط خارجية
- ستويان يوردانوف على موقع الاتحاد الدولي (مؤرشف)  (الإنجليزية)
- ستويان يوردانوف على موقع الاتحاد الأوربي (الإنجليزية)
- ستويان يوردانوف على موقع قاعدة بيانات كرة القدم.إي يو (الإنجليزية)
- ستويان يوردانوف على موقع ناشيونال فوتبول تيمز (الإنجليزية)
- ستويان يوردانوف على موقع عالم كرة القدم.نت (الإنجليزية)
- ستويان يوردانوف على موقع أوليمبيديا (الإنجليزية)